# Jure Zorko
Jure Zorko, slovenski šahist, * 1988.
Od leta 2009 ima naziv mednarodnega mojstra pri Svetovni šahovski federaciji. Priboril si ga je z zmago na turnirju v Kostreni leta 2003, rezultati na odprtih prvenstvih na Bledu v letih 2003 in 2008 ter dobro igro na državni članski ligi v Murski Soboti decembra 2008.